# Cathy Lee Crosby

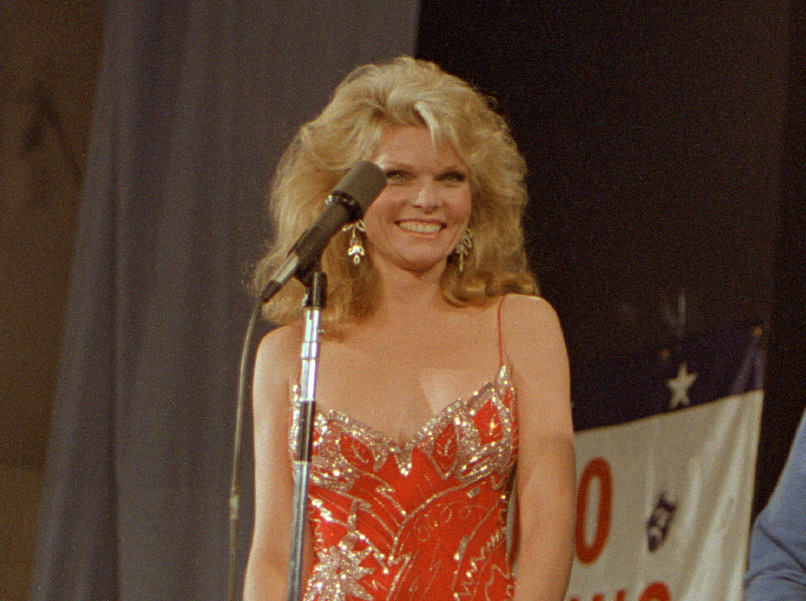
Cathy Lee Crosby (1984)

Cathy Lee Crosby (* 2. Dezember 1944 in Los Angeles, Kalifornien) ist eine US-amerikanische Schauspielerin die durch ihre Rolle der Wonder Woman, im gleichnamigen Fernsehfilm, einem größeren Publikum bekannt wurde.

## Leben
Cathy Lee Crosby wurde in Los Angeles als zweites Kind von drei Töchtern geboren. Ihre Eltern waren ebenfalls im Fernsehgeschäft tätig. Ihr Vater als Singer-Songwriter, aber auch als Radio- und Fernsehansager in San Francisco, und ihre Mutter beim Sender RKO Pictures.
Im Alter von zwölf Jahren begann sie mit dem Tennis spielen und spielte als Profispielerin zweimal in Wimbledon. Mit 23 Jahren beendete Crosby ihre Tennis-Karriere und konzentrierte sich auf ein Leben im Filmgeschäft.
Sie besuchte die University of Southern California und machte 1968 ihren Abschluss in Psychologie.

## Karriere
Crosby erhielt zu Beginn ihrer Karriere als Schauspielerin kleinere Rollen in Fernsehserien wie Ihr Auftritt, Al Mundy, Notruf California und Barnaby Jones. Ihre erste Nebenrolle erhielt sie in dem Kriminalfilm Massenmord in San Francisco neben Walter Matthau und Bruce Dern. In den Vereinigten Staaten wurde Crosby durch ihre erste Hauptrolle bekannt. Dabei spielte sie die Titelheldin Wonder Woman im gleichnamigen Fernsehfilm. In der anschließenden Fernsehserie wurde sie durch Lynda Carter ersetzt, die dadurch weltberühmt wurde. Von 1980 bis 1984 war sie Moderatorin der ABC-Serie That’s Incredible!. Im Anschluss folgten weitere Haupt- und Nebenrollen in Fernsehfilmen, sowie gelegentliche Gastauftritte in Fernsehserien.

## Filmografie (Auswahl)
- 1968: Ihr Auftritt, Al Mundy (It Takes a Thief, Fernsehserie, eine Episode)
- 1972: Notruf California (Emergency!, Fernsehserie, eine Episode)
- 1972: Dr. med. Marcus Welby (Marcus Welby, M.D., Fernsehserie, eine Episode)
- 1973: Barnaby Jones (Fernsehserie, eine Episode)
- 1973: Cannon (Fernsehserie, eine Episode)
- 1973: Massenmord in San Francisco (The Laughing Policeman)
- 1974: Shaft (Fernsehserie, eine Episode)
- 1974: Wonder Woman (Fernsehfilm)
- 1975: Der Nachtjäger (Kolchak: The Night Stalker, Fernsehserie, eine Episode)
- 1976: Keine Gnade, Mr. Dee! (Trackdown)
- 1978: Coach
- 1978: Keefer (Fernsehfilm)
- 1979: The Dark
- 1979: Hawaii Fünf-Null (Hawaii Five-0, Fernsehserie, eine Episode)
- 1979–1986: Love Boat (The Love Boat, Fernsehserie, drei Episoden)
- 1980–1984: That’s Incredible!
- 1980: Roughnecks (Fernsehfilm)
- 1982: World War III (Fernsehfilm)
- 1984: Hardcastle & McCormick (Hardcastle and McCormick, Fernsehserie, zwei Episoden)
- 1985: Finder of Lost Loves (Fernsehserie, eine Episode)
- 1985: Tricks
- 1986: Vietnam Adieu (Intimate Strangers, Fernsehfilm)
- 1986: Charlie Barnett’s Terms of Enrollment
- 1983–1987: Hotel (Fernsehserie, drei Episoden)
- 1994: Fackeln im Sturm (Heaven & Hell: North & South, Book III, Miniserie, drei Episoden)
- 1994: Untamed Love (Fernsehfilm)
- 1997: Die Jagd nach dem Baby (When the Cradle Falls, Fernsehfilm)
- 1997: Auf der Jagd nach dem Schatz von Dos Santos (Lost Treasure of Dos Santos, Fernsehfilm)
- 1999: Im Dunkel der Erinnerung (A Memory in My Heart, Fernsehfilm)
- 1999: Final Speed – Stoppt den Todeszug! (Final Run, Fernsehfilm)
- 2000: Ein Hauch von Himmel (Touched By An Angel, Fernsehserie, eine Episode)
- 2001: Deadly Blaze (Ablaze)
- 2001: The Sons of Mistletoe (Fernsehfilm)
- 2002: Harvest Moon – Vollmond im September (Dancing at the Harvest Moon, Fernsehfilm)